# Samsung Galaxy M52 5G
El Samsung Galaxy M52 5G es un teléfono inteligente Android de gama media desarrollado por Samsung Electronics como parte de su serie Galaxy M. Fue presentado el 24 de septiembre de 2021. El lanzamiento del dispositivo estaba programado para el 19 de septiembre de 2021 en India, pero el evento de lanzamiento se pospuso hasta el 28 de septiembre de 2021. Sus características clave son el nuevo SoC Snapdragon 778G 5G de gama media premium de Qualcomm, pantalla Super AMOLED Plus de 120 Hz, una configuración de cámara triple con una cámara principal de 64 MP y una batería de 5000 mAh con soporte de carga rápida de 25W. Salió a la venta el 3 de octubre de 2021 en India.

## Especificaciones

### Diseño
El Samsung Galaxy M52 5G tiene un marco de plástico y un panel posterior de plástico, la parte frontal está cubierta por vidrio. Tiene botones de volumen y un botón de encendido que también funciona como lector de huellas dactilares a la derecha, una bandeja para tarjeta SIM/microSD a la izquierda y un puerto USB-C en la parte inferior. Tiene una pantalla Infinity-O de 6,7 pulgadas con un orificio circular para la cámara frontal. Mide 164,2 × 76,4 × 7,4 mm y pesa 173 gramos. Está disponible en los colores comerciales Icy Blue, Blazing Black y blanco.

### Hardware
Funciona en el sistema en chip Qualcomm Snapdragon 778G 5G con un proceso de construcción de 6 nm, un módem 5G integrado, una CPU de ocho núcleos que consta de un clúster de alto rendimiento con 4 núcleos 2.4 GHz Kryo 670 Gold y un clúster de eficiencia energética con 4 núcleos Kryo 670 Silver de 1,8 GHz y una GPU Adreno 642L. Tiene una pantalla Super AMOLED Plus de 6,7 pulgadas (172 mm) con resolución de 1080x2400 píxeles, relación de aspecto de 20:9, densidad de píxeles de ~393 ppi, frecuencia de actualización de 120 Hz y 16 millones de colores. Cuenta con una configuración de cámara triple en la parte trasera con una cámara principal de 64 MP con apertura f/1.8, una cámara gran angular de 12 MP con apertura f/2.2 y campo de visión de 123°, y una cámara macro de 5 MP con apertura f/2.4. Hay una cámara frontal de 32 MP con apertura f/2.2 ubicada en un orificio circular en la parte superior de la pantalla. Admite la grabación de video 4K desde la cámara principal y la cámara frontal. Tiene una batería no extraíble de 5000 mAh con soporte de carga rápida de 25W. Sin embargo, no tiene el cargador de 25W incluido en la caja y debe comprarse por separado. Viene con 6/8 GB de RAM y 128 GB de almacenamiento interno y admite la expansión de memoria hasta 1 TB a través de la ranura para tarjeta SIM/microSD híbrida. Admite 11 bandas 5G. A diferencia de la mayoría de los teléfonos de la serie Galaxy M, el Galaxy M52 5G no tiene un conector para auriculares.

### Software
Se ejecuta de fábrica en Android 11 y la interfaz de usuario patentada de Samsung One UI 3.1. Viene con la suite de seguridad Knox y AltZMode. La aplicación de la cámara incluye el modo «Toma única» que permite a los usuarios tomar fotos y grabar videos con todas las cámaras compatibles simultáneamente. El software se actualizará trimestralmente.